# A macskák háza (Bűbájos boszorkák)

## Cselekmény
Piper és Leo folyton veszekednek, ezért Phoebe ajánl nekik egy házassági tanácsadót. Eközben egy nőt megtámad egy démon, és segítséget kér a lányoktól. Piper, hogy jobban emlékezzen az emlékeikre, elmond egy igézetet, ám félresikerül, és ennek következtében amiről beszélnek, abba az emlékbe belekerül Paige, Phoebe és a démon is. Piper és Leo eközben folyton csak veszekednek, kikészítve ezzel a tanácsadót.....
Phoebeék belekerülnek Piper és Leo találkozásába, amikor Leo megkéri a lány kezét, az esküvőjükbe, amikor Prue-t elrabolták, de az emlékekben csak egy közös: A lányok macskája mindenhol ott van, és a démon megpróbálja ölni. Phoebenek valami rémleni kezd a boszorkányok védőiről, akik felkészítik a boszorkákat(néha állatok formájában), és ha már nem kellenek, elmennek. Paige-vel együtt rájönnek, hogy Cirmi volt a lányok őrzője, de már nem tudják megakadályozni, hogy a démon végezzen vele. Ekkor derül ki, hogy az a nő volt, aki segítséget kért tőlük. Phoebe elkezd kiabálni, amit Piper meghall, és újra elkezd beszélni arról az emlékről, így a lányok meg tudják állítani a démont.
A történet végén Piperék kibékülnek, da az a marcipán, ami a tortájukon volt, mivel rátaposott a démon, eltűnik.....